# Endomychinae
Endomychinae – podrodzina chrząszczy z nadrodziny Coccinelloidea i rodziny wygłodkowatych.
Podrodzina ta w klasyfikacji użytej w checkliście wygłodkowatych świata F. W. Schockleya i innych z 2009 roku obejmowała 5 rodzajów. W 2015 roku James Robertson i współpracownicy na podstawie wielkoskalowej analizy z zakresu filogenetyki molekularnej redefiniowali tę podrodzinę. Wyłączyli z niej wszystkie poprzednie rodzaje oprócz wygłodka w nową podrodzinę Cyclotominae, natomiast do Endomychinae włączyli wszystkie wcześniejsze Stenotarsinae.
Chrząszcze te mają gęsto owłosione ciała, gładkie jedynie u większości przedstawicieli rodzaju Endomychus. Poza wspomnianym rodzajem oraz rodzajem Saula przedplecze ma szerokie, wyniesione brzegi boczne. U wszystkich samców tegumen zredukowany jest do pierścienia obejmującego prącie w połowie jego długości. Budowa larw jest silnie zróżnicowana. Terga tułowia i odwłoka mają pośrodku linie wylinkowe. Większość gatunków ma terga odwłokowe poprzedzone bocznymi parascoli, jednak brak takowych u Endomychus i Ectomychus. Żuwaczki mają dobrze rozwinięte mole, które u Endomychus są jednak zastąpione błoniastymi płatkami.
Podrodzina ta obejmuje cztery rodzaje:
- Africanasaula Pic, 1946
- Chondria Gorham, 1887
- Danae Reiche, 1847
- Ectomychus Gorham, 1887
- Endomychus Panzer, 1795 – wygłodek
- Paniegena Heller, 1916
- Perrisina Strand, 1921
- Saula Gerstaecker, 1858
- Stenotarsus Perty, 1832
- Tragoscelis Strohecker, 1953